# Södermanlands runinskrifter 243
Sö 243 är ett runstensfragment, som ligger på en klippkant i byn Stav i Västerhaninge socken på Södertörn.
Det hittades 1865 i grunden till en äldre byggnad. Förmodligen är det samma stenbit som ingått i en bouppteckning 1672 enligt följande: "I byn Staff ligger i ungzmurrn i Stugän en sten mädh bokstäfuer uppå". 
Av ristningen syns på dess högra sida endast ett ormhuvud i profil, samt runan k. På den vänstra finns lite av runbandet kvar med ordet sin. I stenens övre del är en antydan till ett kors. Strax i närheten står Sö 242.